# 馬雷島 (印尼)
馬雷島是一座位於印度尼西亞哈馬黑拉島以西的火山島，島嶼面積為2（1.2英里）×3（1.9英里），屬於哈馬黑拉島火山弧的一部分。